# Rotorua
Rotorua är en stad i regionen Bay of Plenty på Nordön av Nya Zeeland. Invånarantalet är ungefär 72,500 (Stats NZ June 2018), varav cirka 40% är māorier och resterande har europeiskt, asiatiskt, latinamerikanskt eller afrikanskt ursprung. Medelåldern anges till drygt 36 år.
Staden ligger vid den södra foten av Lake Rotorua och har ett milt, tempererat klimat, något kyligare än Tauranga vid kusten. Den är belägen 60 kilometer syd om Tauranga, 105 kilometer sydost om Hamilton och 82 kilometer nordost om Taupo. Rotorua med omgivningar är känd för sin geotermiska aktivitet då ett antal gejsrar och heta svavelhaltiga lerkällor finns i området.

## Sportmöjligheter
I området kring staden finns mycket goda cykel- och mountainbike-leder och Rotorua valdes att anordna VM i mountainbike 2006.
Området erbjuder även fin forspaddling av varierande svårighetsgrader där Kaituna river är en mycket populär flod att forspaddla och även för forsränning.